# Hardware libre

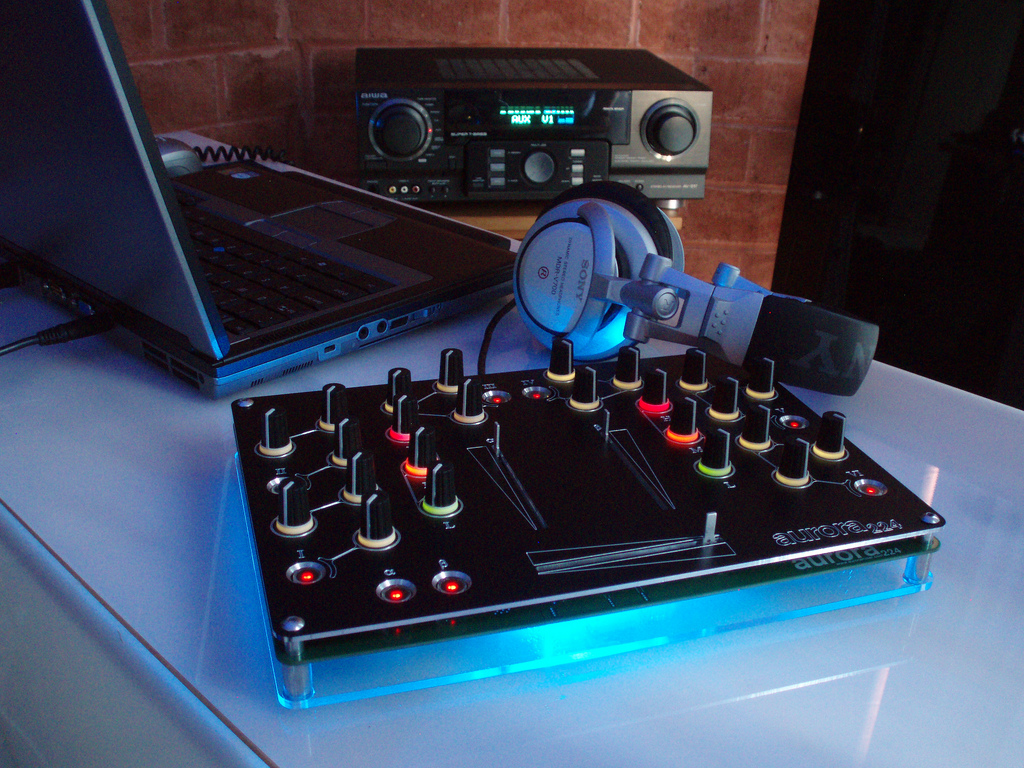
El Aurora 224: un mezclador DJ de 2 canales libre que ofrece 24 potenciómetros analógicos, tres deslizadores lineales, y 8 botones con realimentación por led.

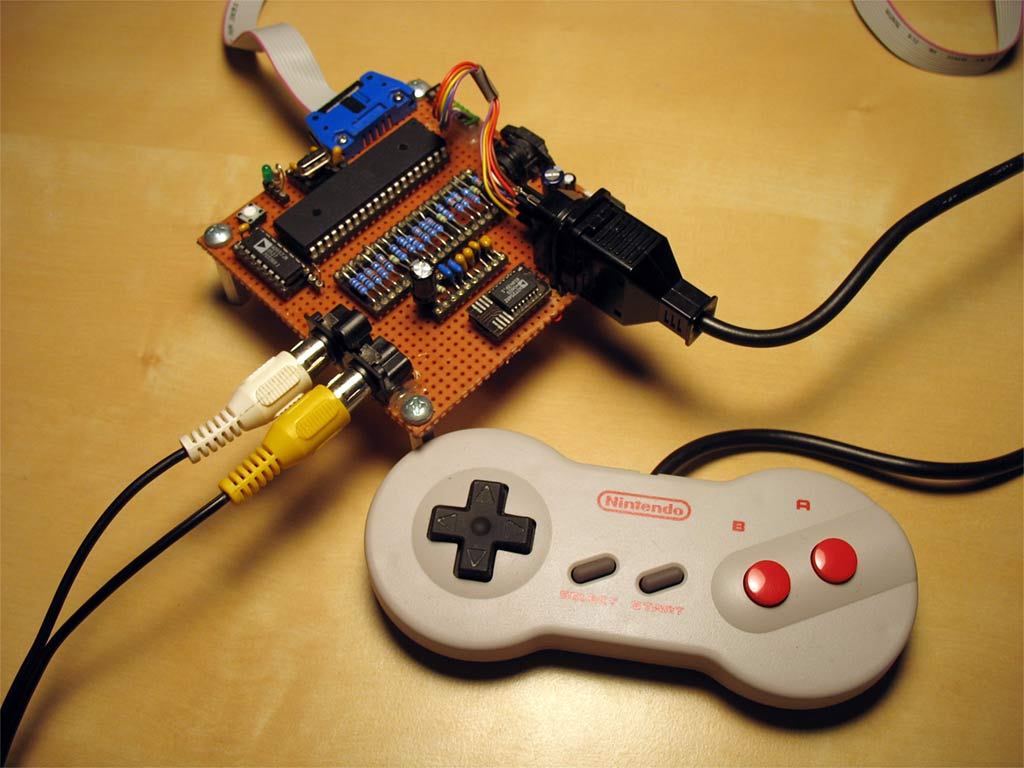
Uzebox es una videoconsola de diseño abierto.

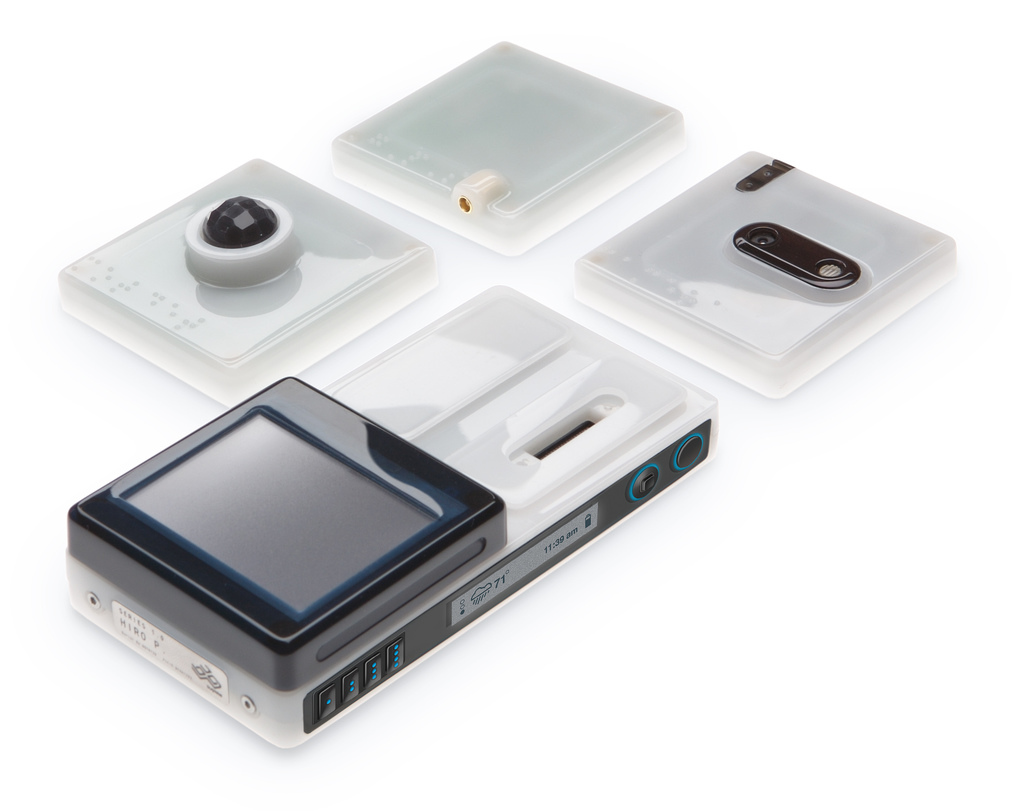
Hardware libre de Bug Labs.

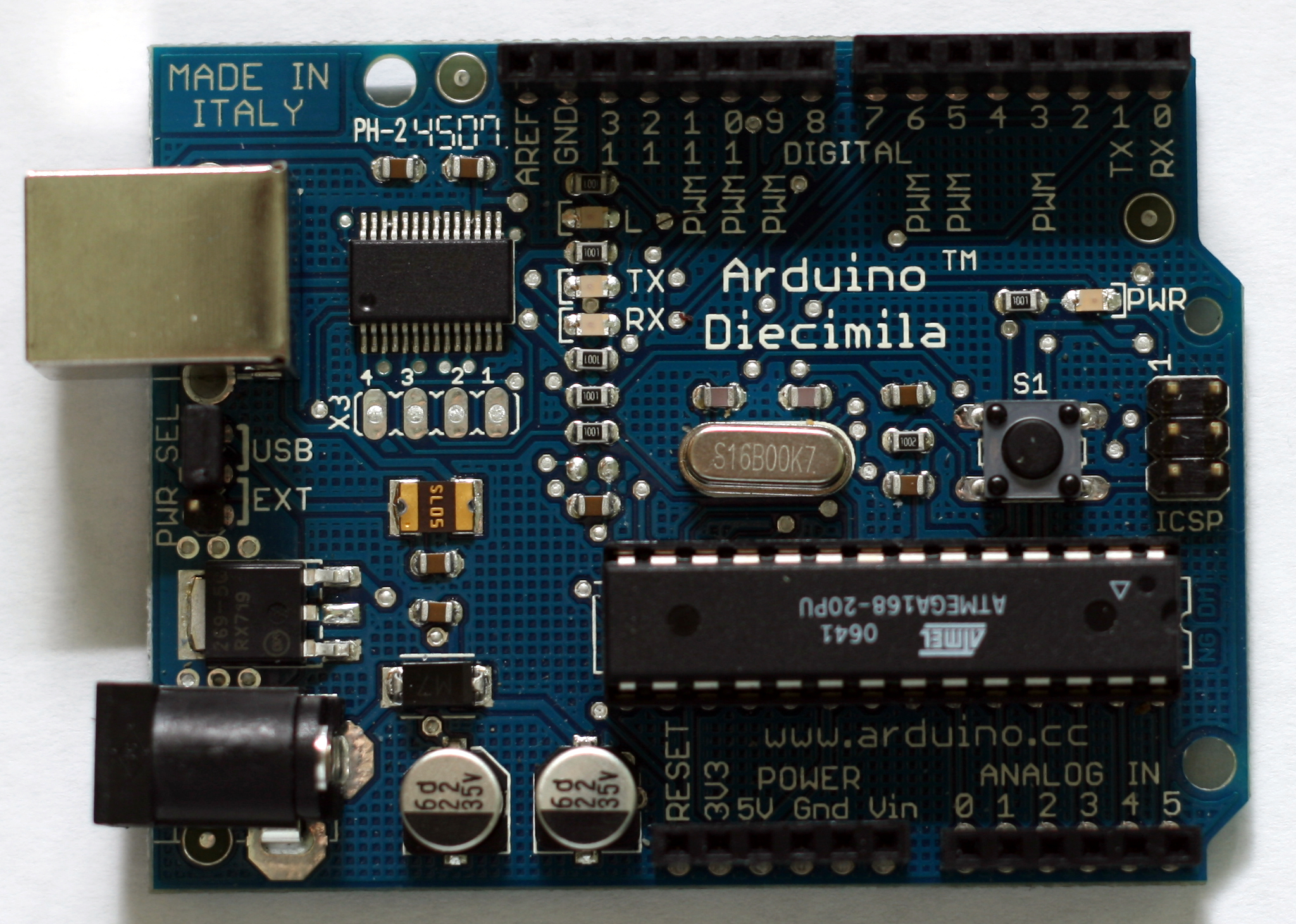
Arduino Diecimila.

Se llama hardware libre, hardware de código abierto, electrónica libre o máquinas libres a aquellos dispositivos de hardware cuyas especificaciones y diagramas esquemáticos son de acceso público, ya sea bajo algún tipo de pago, o de forma gratuita. La filosofía del software libre es aplicable a la del hardware libre, y por eso forma parte de la cultura libre. Un ejemplo de hardware libre es la arquitectura UltraSparc cuyas especificaciones están disponibles bajo una licencia libre. La replicación de hardware médico con código gratuito y abierto proporciona ahorros superiores al 90% del coste, lo que hace que el material médico y científico resulte mucho más accesible.
Algo del ímpetu para el desarrollo del hardware libre fue iniciado en 2001 con el Challenge to Silicon Valley publicado por Kofi Annan. Debido a que la naturaleza del hardware es diferente a la del software, y que el concepto de hardware libre es relativamente nuevo, aún no ha surgido una definición exacta del término.
Dado que el hardware tiene asociados a él costos variables directos, ninguna definición de software libre se puede aplicar directamente sin modificación. En cambio, el término hardware libre se ha usado principalmente para reflejar el uso del software libre con el hardware y el lanzamiento libre de la información con respecto al hardware, a menudo incluyendo el lanzamiento de los diagramas esquemáticos, diseños, tamaños y otra información acerca del hardware. De todos modos, incluye el diseño del hardware y la distribución de los elementos en la tarjeta madre.
Con el auge de los dispositivos de lógica programable reconfigurables, el compartir los diseños lógicos es también una práctica de hardware libre. En vez de compartir los diagramas esquemáticos, el código HDL es compartido. Esto difiere del software libre. Las descripciones HDL son usadas comúnmente para instalar sistemas SoC en FPGA o directamente en diseños ASIC. Los módulos HDL, cuando se distribuyen, son llamados semiconductor intellectual property cores, o núcleos IP.
Existen muchas comunidades que trabajan en el diseño, desarrollo y pruebas de hardware libre, y que además brindan soporte. Algunas de ellas son Open Collector, OpenCores y el Proyecto gEDA.

## Definición y clasificación

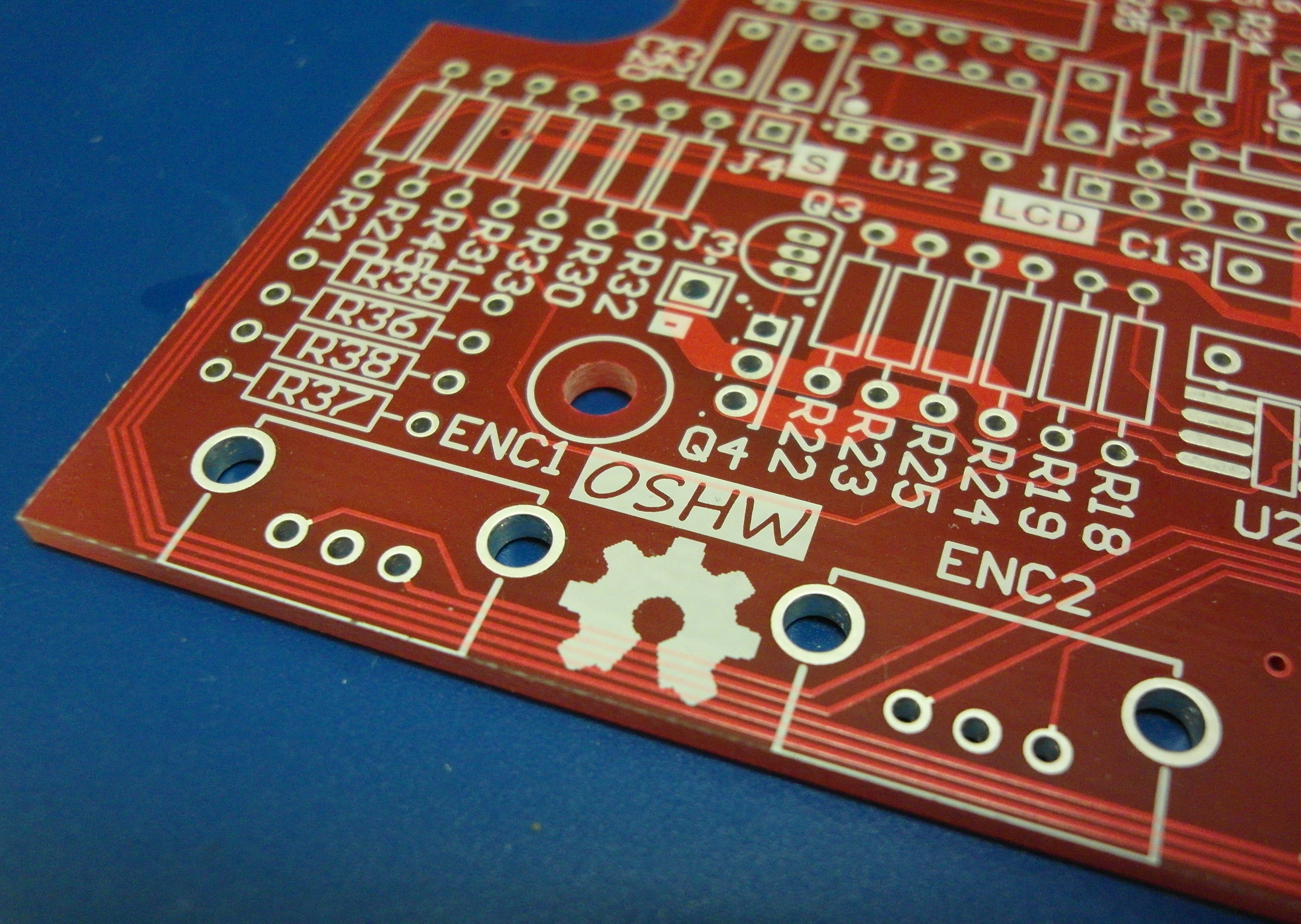
Un logotipo de Hardware de Código Abierto (OSHW) orgullosamente mostrado en la serigrafía de una placa de circuito impreso de proyecto en blanco, el uSupply de EEVblog.

El término del inglés hardware es un término general que se utiliza para describir los artefactos físicos de una tecnología. En este sentido, el hardware puede ser equipo militar, equipo electrónico, o equipo informático. En informática, se denomina hardware o soporte físico al conjunto de elementos materiales que componen una computadora. Hardware también son los componentes físicos de una computadora tales como el disco duro, la unidad de disco óptico, la disquetera, etc. El hardware se refiere a lo que es tangible, es decir todos los componentes físicos de la computadora.
El software libre ofrece al usuario cuatro libertades: libertad de uso, de estudio y modificación, de distribución, y de redistribución de las versiones modificadas. Existen licencias que las garantizan y que dan una cobertura legal, como por ejemplo la licencia GNU GPL. El hardware libre toma estas mismas ideas del software libre para aplicarlas en su campo. 
Es una propuesta casi tan antigua como la del software libre, sin embargo su empleo no es tan directo. Compartir diseños de hardware es más complicado. No hay una definición exacta (se pueden encontrar referencias a distintos artículos). Incluso Richard Stallman, Presidente de la Free Software Foundation afirma que las ideas del software libre se pueden aplicar a los archivos o ficheros necesarios para su diseño y especificación (esquemas, PCB, etc), pero no al circuito físico en sí.
Al no existir una definición clara de hardware libre, cada autor lo interpreta a su manera. Se han creado licencias, algunas de las cuales están todavía en desarrollo. Dependiendo del enfoque, pueden ser establecidas dos clasificaciones: la primera tiene en cuenta cómo es su naturaleza (estático o reconfigurable) y la otra en función de su filosofía. 

### Según su naturaleza
Dada su diferente naturaleza, al hablar de hardware abierto o libre hay que especificar de qué tipo de hardware se está hablando. A continuación se describen cada uno de los diferentes hardware según su naturaleza: 

#### Hardware reconfigurable
Es aquel descrito mediante un lenguaje de descripción de hardware. Su naturaleza es completamente diferente a la del hardware estático. Se desarrolla de una manera muy similar a como se hace con el software, mediante archivos de texto, que contienen el código fuente. Se les puede aplicar directamente una licencia libre, como la GPL. Los problemas no surgen por la definición de qué es libre o qué debe cumplir para serlo, sino que aparecen con las herramientas de desarrollo necesarias. Para hacer que el hardware reconfigurable sea libre, solo hay que aplicar la licencia GPL a su código.

#### Hardware estático
Es el conjunto de elementos materiales o tangibles de los sistemas electrónicos. Ya que el software carece de existencia física, surgen problemas que se describen en el apartado "Desventajas".

### Según su filosofía
Al no existir una definición clara de hardware libre, también existe libertad en su interpretación. Muchos de los argumentos acerca del diseño de hardware libre provienen de quienes hablan en las comunidades de software y hardware. Una causa de esto es el simple hecho de que la palabra "software" refiere tanto al código fuente como a los archivos o ficheros ejecutables, mientras que las palabras "hardware" y "diseño de hardware" se refieren claramente a dos cosas distintas. Usar la palabra "hardware" como taquigrafía para el diseño y el objeto físico es una receta para la confusión. Los términos siguientes se han utilizado en discusiones de este asunto. 

#### Diseño de Hardware Libre (Free hardware design)
Se refiere a un diseño que pueda ser copiado, distribuido, modificado, y fabricado libremente. No implica que el diseño no puede también ser vendido, o que cualquier puesta en práctica de hardware del diseño estará libre de coste. Todas las mismas discusiones sobre el significado de la "libertad" entre los partidarios de la Free Software Foundation, y los partidarios de la licencia Licencia BSD que afecta al software, desafortunadamente las trasladan a los diseños del hardware.

#### Libre hardware design
Se refiere a la misma clase del diseño free hardware design, pero intenta aclarar que la palabra libre, se refiere a la libertad y no al precio. El término suena fuera de contexto a muchos angloparlantes, pero resulta natural para los hispanos. Sus traducciones son naturales para hablantes de otros idiomas, quienes no utilizan una palabra para dar diferentes significados; como por ejemplo: en inglés "free beer" cerveza gratuita y "free speech" libertad de expresión.

#### Open source hardware
Se refiere al hardware para el cual toda la información del diseño se pone a disposición del público en general. Open source hardware se puede basar en un free hardware design, o el diseño en el cual se basa puede ser restringido de alguna manera.

#### Open Hardware
Es una marca registrada del Open Hardware Specification Program. Es una forma limitada de open source hardware, para la cual el requisito es que: 

"La suficiente documentación del dispositivo debe estar disponible para que un programador competente pueda escribir un controlador del dispositivo. La documentación debe cubrir todas las características de la interfaz del dispositivo - controlador que se espera que cualquier usuario emplee. Esto incluye funciones de entrada-salida, de control y funciones auxiliares como medidas de funcionamiento o diagnósticos de autoprueba. Los detalles de soporte de firmware on-board y de la puesta en práctica de hardware no necesitan ser divulgados excepto cuando son necesarios para permitir programar un controlador para el dispositivo".

Es decir, solamente una cantidad de información limitada sobre el diseño necesita estar disponible; posiblemente no mucha, por ejemplo, para hacer una reparación.

#### Free hardware
Es un término usado de vez en cuando como sinónimo para el open source hardware. Es un término que busca ser directamente paralelo entre el hardware y el software, pero vela la distinción entre el diseño y la puesta en práctica. El término de free hardware es particularmente confuso puesto que implica el estado físico del hardware, más que su diseño, el cual de alguna manera es libre. Esto no es del todo cierto en el sentido del costo, y tiene poca importancia (excepto metafóricamente) en el sentido social. Lo más simple es evitar este término totalmente, exceptuando su significado de costo, como por ejemplo: las computadoras gratis "free computers" dadas por varias organizaciones sociales.
victoris

## Historia
La historia del hardware libre se remonta a los inicios de la informática, en el siglo XX. Existen dos épocas críticas para que se pensara en la idea del hardware libre:

### Década de 1970
Lee Felsenstein estableció el Homebrew Computer Club, el cual era un híbrido de los elementos del movimiento radical del colegiado de los años 1960, de los activistas que trabajaban el área de computación de la comunidad de Berkeley y de los aficionados a los hobbys electrónicos. El texto «Participatory Democracy From the 1960s and SDS into the Future On-line», escrito por Michael Hauben, quién describe las ideas de “Los estudiantes para una Sociedad Democrática” explica cómo ellos transformaron los movimientos que trabajaban en el área de la computación de la comunidad de los años 1970 y más adelante.

### Años 1990
Los FPGA y Open Design Circuits, surgen en los años 1990, en el sitio web de Reinoud Lamberts. Open Design Circuits fue el primero en proponer la creación de una comunidad de diseño de hardware con el espíritu del software libre. En teoría, FPGA permitiría el intercambio de diseños libres electrónicamente, de la misma manera que los programas pueden ser intercambiados. 
Pero en la práctica, la comunidad que creció alrededor del sitio nunca agregó diseños libres por la carencia de software libre para el diseño electrónico (que entonces no existía) para lo cual se debatió sobre el uso del software libre o el freeware comercial, hasta el extremo que no se creó ningún diseño real en el sitio en sí mismo. 
Pero las discusiones involucraron a una gran cantidad de personas, muchas que estaban implicadas en otras empresas libres de diseño de hardware. Esta fue la primera vez que un gran grupo de gente había discutido seriamente acerca de qué era práctico y qué no era práctico con respecto al hardware. Con la creación de este sitio web, Open Design Circuits sentó las bases para una comunidad entera.

## Retos actuales
Existen algunos retos para el hardware libre:

### Dependencia tecnológica por componentes importados
Al intentar fabricar un diseño, es posible encontrarse con el problema de la falta de material. En un país puede no darse este problema, pero en otros puede que no se encuentren los materiales necesarios y está demostrado que las TIC, son herramientas indispensables para el desarrollo de las naciones por lo cual es de vital importancia a la vez que estratégica el que cada nación no dependa de otra para su desarrollo tecnológico.
No obstante, dependiendo del nivel de arranque, se pueden fabricar los componentes más básicos de forma más sencilla y libre, sin depender de un diseño propietario y sus vicisitudes, como es la decisión unilateral de una empresa de dejar de hacer un producto propietario.

### Costos de producción
La persona que desea utilizar el hardware que un tercero ha diseñado, primero lo tiene que fabricar, para lo cual tendrá que comprobar los componentes necesarios, construir el diseño y verificar que se ha hecho correctamente. O se puede hacer por un tercero. Para muchos fabricantes-usuarios, esto es un aliciente.
Otra opción es adquirir el hardware libre directamente con el creador en caso de que este lo comercialice.

### Parte del conocimiento lo poseen algunas empresas y la comunidad
En algunos productos, se sigue reteniendo el conocimiento en las grandes industrias productoras; como resultado, el consumidor del producto tiene que adecuarse al producto que ofrece el mercado que es por lo general un producto genérico que puede no cumplir con las necesidades específicas de un determinado consumidor. De ahí la necesidad de hardware libre cada vez más específico.

### Inversión de tiempo en trabajos de diseño redundantes
Tanto en el hardware como en el software propietario, existen muchos diseños redundantes, es decir, se "reinventa la rueda" en vez de usar ese conocimiento previo para crear nuevas áreas de investigación y producción.
Por otro lado, en el trabajo colaborativo del open hardware, se puede avanzar más rápidamente que cada empresa por su lado.

## Gestión digital de derechos
La gestión digital de derechos, también conocida por su acrónimo en inglés, DRM, es un término que aglomera todas las tecnologías orientadas a ejercer restricciones sobre los usuarios de un sistema o forzar los derechos permitidos sobre el medio digital, por comisión de los poseedores de derechos de autor e independientemente de la voluntad de uso del usuario del sistema. 
Generalmente estos dispositivos son instalados como condición previa a la distribución de software no libre, obras musicales, libros electrónicos o cualquier tipo de archivo sujeto a derechos de autor. En algunos casos, las restricciones aplicadas se extienden más allá de los archivos que debían proteger, agregando restricciones sobre el uso de otros documentos o aplicaciones presentes en la computadora. Para evitar el trusted computing y el DRM se han creado varias campañas como ejemplo, algunas listadas a continuación.

### Defective by Design
Es una campaña antiDRM de base amplia cuyo objetivo son los grandes medios, los fabricantes y los distribuidores de DRM. La campaña apunta a lograr que los fabricantes sean cautelosos a la hora de llevar al mercado sus productos con DRM. Los productos con DRM tienen características intrínsecas que restringen lo que se puede hacer con ellos. Un ejemplo de lo anterior, es la calculadora FX-82ms Serie A fabricada por Casio Computer, que incorpora las funciones de un modelo más costoso y completo (FX-991es), pero limitado por hardware mediante un simple circuito abierto que activa dichas funciones. Estos productos fueron mutilados intencionalmente, según los usuarios, por lo que son "defectuosos por diseño". Esta campaña identificará esos productos "defectuosos" y los señalará para su eliminación. Su meta es abolir los DRM como "práctica social".

### [LAFKON]
[LAFKON] - A movie about Trusted Computing es un cortometraje animado realizado por Benjamin Stepahn y Lutz Vogel, que muestra la puesta en práctica del trusted computing. Está disponible en virtud de la licencia Creative Commons Sampling Plus 1.0.

## Modelos de intercambio
Son una de las necesidades básicas de los proyectos de hardware libre, ya que se debe generar un estándar para intercambiar los diseños y para que estos sean legibles por todos.
Con respecto a los lenguajes lenguajes de descripción de hardware, no existe mayor problema ya que estos son realmente archivos de texto ASCII. El inconveniente aparece cuando se habla de esquemas de circuitos, layers (capas), y estilo de enrutamiento. 
Una de las primeras soluciones fue la de trabajar con imágenes JPEG y no con los propios diseños y, si bien este mecanismo es funcional, tiene la clara desventaja de que para poder trabajar sobre el diseño se lo debe transcribir por completo.
Otra de las soluciones aportadas se basa en la utilización de herramientas CAD comunes y libres, pero lamentablemente los programas que apuntan hacia este camino se encuentran en un estado alfa, todavía lejos de poder ser usados bajo las características requeridas por el hardware libre.

## Licencias
Se han creado licencias específicas para hardware libre, algunas de las cuales están todavía en desarrollo y se mencionan a continuación:

### Grupos que usanGNU GPL
- Free Model Foundry.
- ESA Sparc.

### Grupos que usan otras licencias
- Free-IP Project (al estilo MIT).
- LART (al estilo MIT).
- GNUBook (basada en la licencia GPL, con las adiciones de los derechos ambientales y humanos).

### Grupos desarrolladores de nuevas licencias
- Simputer GPL, una licencia de hardware se basa en la licencia GPL.
- Freedom CPU.
- OpenIPCores OHGPL.
- The Open NDA.
- OpenPPC (basada en Apple Public Source License).
- Hardware Design Public License Open Collector, basada en la licencia GPL.

## Comercialización
Un diseño de hardware libre puede ser implementado por una empresa para su posterior comercialización. La única premisa: mantener el diseño libre. Desde este punto de vista, las empresas de desarrollo tienen la posibilidad de ahorrar en costes y tiempos de diseño. Cuentan con un equipo de diseñadores repartidos por todo el mundo.
El miedo de las empresas a hacer libres sus diseños debe ser acabado, no solamente admirando el éxito del caso del software libre, sino deteniéndose a pensar en la competencia como co-desarrolladores.
Realmente la fuente de negocio, tanto en el caso del hardware como en el del software, no se encuentra en las empresas ya establecidas, sino en la nueva generación de diseñadores, en las generaciones ahora universitarias que cuentan no solamente con los medios técnicos, sino con una energía y afluencia de ideas muy grande. "Linux partió de un estudiante universitario y no de una multinacional. Ahora, existen multinacionales basadas en la idea del universitario".

## Ventajas y desventajas

### Ventajas
- Protege y defiende la soberanía, permitiendo a las naciones no depender de ninguna otra que le provea los recursos necesarios para su desarrollo e independencia tecnológica.
- Fomenta que el hardware pueda ser de calidad, los estándares abiertos y que sean más económicos.
- Aumenta la seguridad y el buen funcionamiento del diseño, al funcionar en el mayor taller de pruebas existente: el mundo.

Al ser utilizado por múltiples personas de múltiples maneras, enfrentándolo incluso a situaciones para las que no estaba diseñado originalmente, asegura que se dispondrá de información útil y eficaz sobre su funcionamiento y capacidades.
- La reutilización y la adaptación de diseños permitiendo así innovar y mejorar los diseños de forma colaborativa a nivel mundial.
- Ayudaría a las compañías a ahorrar costes y tiempos de diseño en sus trabajos.
- Existen comunidades de diseño, programación, pruebas, y soporte que día a día crecen de forma dinámica y participativa.
- Evita la alianza trusted computing y la gestión digital de derechos (DRM), que imponen restricciones a los dispositivos electrónicos como por ejemplo electrodomésticos, computadoras, entre otras más.

### Desventajas
No se pueden aplicar directamente las cuatro libertades del software libre al hardware, dada su naturaleza diferente. Uno tiene existencia física, el otro no. Esto hace que surjan una serie de problemas:
- Un diseño físico es único. La compartición depende de la facilidad de reproducción del diseño y de la capacidad de reproducirlo por parte del usuario final.
- La compartición tiene asociado un coste. La persona que quiera utilizar el hardware que otra haya diseñado primero lo tiene que fabricar, para lo cual tendrá que comprar los componentes necesarios, construir el diseño y verificar que se ha hecho correctamente. Todo esto tiene un coste.
- Disponibilidad de los componentes. ¿Están disponibles los chips?. Al intentar fabricar un diseño nos podemos encontrar con el problema de la falta de material. En un país puede no haber problema, pero en otro puede que no se encuentran.
- El mundo del hardware está plagado de patentes; es una realidad, por eso muchos de las motivaciones de los autores de este concepto es que no se libere el código o el diseño si no lo desea, pero se anima a que nuevas empresas desarrollen y liberen nuevo hardware, en pro de crear estándares públicos y libres, en los cuales todos puedan colaborar.
- Modelo de producción, no todos pueden crear hardware, debido a las implicaciones que conlleva de conocimientos técnicos, infraestructura de diseño, simulación, producción e implementación del hardware, al contrario que el software libre.

## Proyectos notables

### Cámaras reconfigurables de red
- Elphel, Inc. - Soluciones de imagen con software libre y hardware abierto. Elphel, Inc. desarrolla y fabrica cámaras reconfigurables de red basadas en GNU/Linux y FPGA reconfigurable. Todo el código es FreeSoftware y todas las disposiciones PCB, diagramas de socket y fuentes de FPGA Verilog están disponibles bajo la licencia de GNU/GPL.

### Impresoras 3D
- El Proyecto RepRap: Una impresora 3D libre, autoreplicante.
- Fab@Home - Un sistema de fabricación de escritorio libre.
- the10co libre.

### Computadoras y componentes de computadora

#### Diseño de la propia CPU
Existen diseños de CPU libres, típicamente implementados como microprocesadores soft.
- OpenSPARC es un proyecto con un ya creado chip multinúcleo UltraSPARC T1 de Sun Microsystems. En agosto de 2007 un chip T2 también está en camino Sun's OpenSPARC
- OpenRISC es un grupo de desarrolladores trabajando para producir un CPU RISC libre de muy alto rendimiento.
- LEON es un CPU de 32 bits libre similar al SPARC creado por ESA. Es el CPU estándar para la industria europea del espacio.
- F-CPU, proyecto del Freedom CPU iniciado a mediados de 1998.[9][10]
- Godson es un chip chino basado en la arquitectura MIPS.
- RISC-V es una arquitectura de conjunto de instrucciones libre.

#### Diseños que incluyen una CPU
- Arduino es una plataforma libre de computación física basada en una simple tarjeta de I/O y un entorno de desarrollo que implementa el lenguaje libre Processing / Wiring.
- Microingenia Electronics fabrica entrenadores programables y módulos de desarrollo para el aprendizaje de la electrónica con filosofía DIY y Hardware abierto [11]
- Bug Labs - Produce el BUG, una plataforma abierta de dispositivos electrónicos de consumo de DIY que abarca el computador BUGbase mini-linux y varios BUGmodules, componentes funcionales como cámara, acelerómetro, detector de movimiento, touchscreen LCD, y GPS
- Open OEM - Proyecto para construir la primera computadora libre .
- OpenBook - Diseño de tableta posicionándose entre la computadora portátil de 100 dólares (OLPC) y la Tableta PC, quiere permitir el uso de la tableta para las masas con una producción del alto volumen
- Simputer - computador de mano dirigido a los países en desarrollo
- Open Graphics Project apunta a diseñar una arquitectura abierta y estándar para tarjetas gráficas.
- Project VGA  (enlace roto disponible en Internet Archive; véase el historial, la primera versión y la última).
- BalloonBoard.org produce tarjetas de desarrollo basadas en la arquitectura ARM, sirigidas a los OEMs y Further Education.
- ECB ATmega32/644 - Computador en una tarjeta basado en el ATmega32/644 de Atmel (de 20 MHz) con capacidad de webserver y menos de 100 mA de consumo de energía.
- ECB AT91 - Computador en una tarjeta basado en el procesador AT91RM9200 ARM9 de Atmel (180 MHz).
- SIE : XBurst+FPGA hardware hacking/development board
- ECBOT: Robotic platform based on Atmel's AT91RM9200 SoC
- ECB_BF532: DSP development platform
- AndroidStamp: iMX233 based development board
- PLAICE - El PLAICE es un proyecto de hardware y software libre desarrollando una poderosa herramienta de desarrollo en-circuito que combina en un dispositivo las características de un programador FLASH, emulador de memoria, y un analizador lógico multicanal de alta velocidad. Corre el uClinux.
- OpenPCD - Proyecto de lector/escritor RFID, usando el microcontrolador AT91SAM7S128.
- SquidBee - Open Mote basado en Arduino para desarrollar redes de sensores.
- Ben NanoNote - Portátil Ultra Pequeño diseñado por Qi-Hardware.

#### Carcasas
- VIA OpenBook – Un diseño de carcasa de netbook lanzada por VIA Technologies

#### Organizaciones
- El Open Hardware (OH) es un proyecto en el que los diseñadores de hardware comparten su trabajo revelando los diagramas esquemáticos y el software (drivers) usados en sus diseños. Los diseñadores de Open hardware se reúnen, discuten lo que están haciendo y se piden ayuda uno al otro para encontrar partes, o buscar ideas para solucionar problemas de diseño. El OH es también una oportunidad de exhibir diseños, así que alguien puede aprender de lo que han hecho otros.
- OpenCores es una fundación que procura formar una comunidad de diseñadores para apoyar los núcleos libres (diseños lógicos) para CPU, periféricos y otros dispositivos. OpenCores mantiene un bus de interconexión en-chip libre llamado Wishbone.

### Robótica
- Robótica de código abierto.

### Sanidad
- Ventilador de código abierto (respirador para UCI).

### Teléfonos
- Opencellphone.org - También llamado 'TuxPhone'.
- OpenMoko - Framework de open phone (primer caso de uso: FIC neo1973, esperado en el cuarto trimestre de 2007).
- Astfin Archivado el 12 de enero de 2015 en Wayback Machine. - Free Telephony Project, hardware de telefonía libre.

### Vehículos
- c, mm,n: El c, mm,n es un proyecto holandés para diseñar un coche amigable al ambiente usando los principios de la cultura libre.
- OScar: OScar es el primer intento de diseñar un coche entero usando los principios de la cultura libre.
- Proyecto de desarrollo de velomóvil libre: construye su propio velomóvil.
- Vehículo verde libre (): El proyecto Vehículo verde libre es un intento de diseñar un SUV amistoso al ambiente usando los principios de la cultura libre.
- El EVProduction club () es una organización con un wiki para diseñar y producir vehículos eléctricos y complementos libres.

### Viviendas
- WikiHouse - Plataforma para compartir planos de viviendas bajo Creative Commons.

### Otros proyectos
- RONJA - Sistema óptico de espacio libre abierto, DIY en un garaje, 10 Mbit/s full duplex/1.4 km.
- Neuros "Open Source Devicd", un dispositivo libre tipo set-top box diseñado para servir como un "media center" de bajo costo en Linux. Artículo en el New York Times
- Chumby - dispositivo de información de 'Glancable'.
- gEDA - suite completa GPL de herramientas de automatización de diseño electrónico.
- OpenEEG - Creando un dispositivo EEG de bajo costo y el software libre asociado. ,  Archivado el 4 de septiembre de 2009 en Wayback Machine.
- Open-rTMS - Creando un dispositivo de rTMS de bajo costo y el software libre asociado.
- Daisy - Un reproductor de MP3 libre .
- Lyre project - Reproductor de audio digital para usar el firmware libre Rockbox.
- OSMC - Un proyecto de control de motor libre, pensado principalmente para la robótica, pero aplicable a vehículos eléctricos de baja potencia y otros usos .
- Monome 40h - Una rejilla reconfigurable de 64 botones retroiluminados, usada vía USB. Se ha producido un lote limitado de 500 monome 40h. Todo el proceso de diseño, especificaciones, firmware y esquemas PCB están disponibles en línea
- SHPEGS - Sistema de generación eléctrica de bomba de calor solar libre.
- GP2X, una consola de mano de videojuegos y reproductor multimedia libre basada en Linux, creada y vendida por GamePark Holdings de Corea del Sur.
- OpenServo - Creando un servo digital de bajo costo para el uso con proyectos RC y de robótica .
- Tarjeta FPGA S2Proto para prototipos con Spartan2 realizada en KICAD.
- Tarjeta FPGA S3Proto para prototipos con Spartan3E realizada en KICAD con encapsulado BGA y PCB de 4 capas..

### En español
- Wikilibros alberga un libro o manual sobre Wikilibro de Montaje y Mantenimiento de Equipos Informáticos.
- Licencia de Hardware de Fuentes Abiertas (OSHW en inglés), por la Open Source Hardware Association (OSHWA).
- Movimiento SOP - Sin Obsolescencia Programada
- Hardware libre: clasificación y desarrollo de hardware reconfigurable en entornos GNU/Linux
- ¿Qué es el hardware libre? por Antonio Delgado
- Navegando en busca del "Free Hardware"
- Financiación colectiva para proyectos de código abierto. Primer capítulo: Open Hardware
- Pingüino Argentina – Hardware Libre basado en PIC | Simple, Barato y Útil
- HardwareLibre.org Pingüino - Arduino - Raspberry Pi

### En inglés
- Open Source Hardware Association (OSHWA)
- Open Hardware Summit en MIT
- Openhardware.net
- Open Circuit Design
- Openhardware's Kernel Accelerator Device
- Debian Open Hardware en Open Collector
- Sun's OpenSPARC
- The Open Source Gift Guide: hardware y software libre
- Opinión de Richard Stallman sobre el hardware libre
- Free Hardware Design - Past, Present, Future por Graham Seaman
- The TAPR Open Hardware License
- Business models for Open Hardware
- The open-source Electroencephalography project - electroencefalografías
- The Open Prosthetics Project Archivado el 23 de octubre de 2015 en Wayback Machine., prótesis diseñadas con principios libres

Covid-19
- 7 open hardware projects working to solve COVID-19.
- A review of open source ventilators for COVID-19 and future pandemics
- Open Source Against COVID-19 Archivado el 15 de noviembre de 2021 en Wayback Machine.

- Datos: Q159172
- Multimedia: Open hardware / Q159172